# 코모도섬
코모도섬(인도네시아어: Pulau Komodo)은 인도네시아 누사틍가라티무르주에 속하는 소순다 열도의 중앙부에 있는 섬이다. 면적 390km2, 인구 약 2000명이다. 플로레스섬과 숨바와섬 사이에 위치한다. 이 섬은 코모도왕도마뱀으로 알려진 거대한 파충류가 서식하는 곳으로 유명하다. 개발이 덜 되어 있고 외부와 격리된 환경에 위치해 있어 코모도왕도마뱀도 살아남아 있으나 최근 멸종 위기에 놓여 있어 보호받고 있다. 코모도왕도마뱀 서식의 중심지인 이 섬과 주변 일부 섬 및 해역은 코모도 국립공원 구역에 속하며, 동시에 유네스코 지정 세계문화유산이기도 하다.

## 생태

### 동물

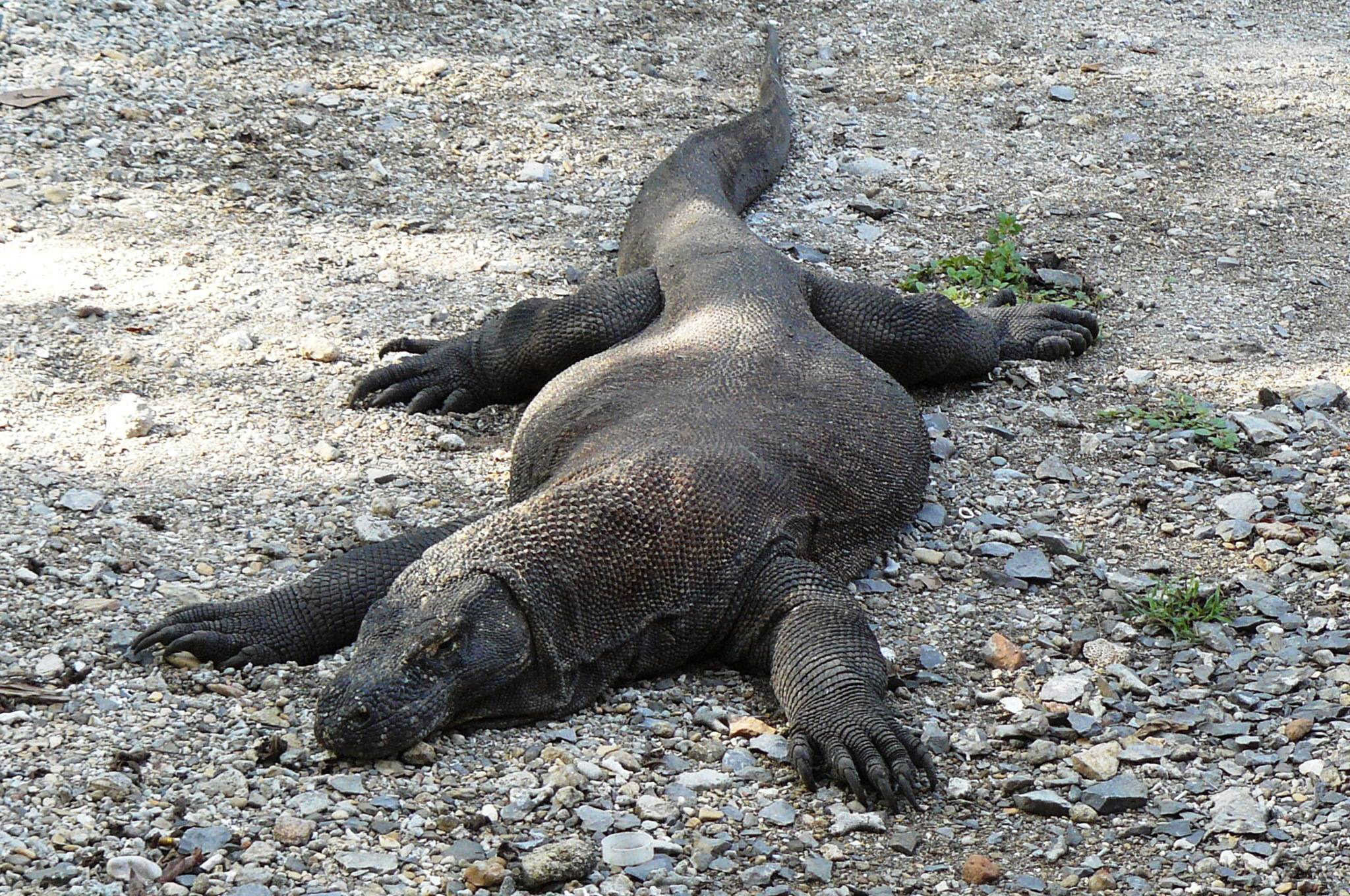
코모도왕도마뱀

코모도섬의 이름을 딴 코모도왕도마뱀은 세계에서 가장 큰 도마뱀으로 코모도섬에서만 서식한다.

### 핑크 해변
코모도섬에는 핑크 해변이라는 분홍색 모래로 이루어진 해변이 있다. 이러한 분홍색 모래로 이루어진 해변은 전 세계적으로도 7곳 밖에 없을 정도로 희귀하다. 유공충 조각으로 형성된 붉은 모래와 하얀 모래가 섞여 모래가 분홍색으로 보인다고 한다.